# Líbia az olimpiai játékokon
Líbia 1964-ben vett részt első alkalommal az olimpiai játékokon, és azóta a legtöbb nyári olimpiára küldött sportolókat. Líbia a többi afrikai országhoz hasonlóan 1976-ban bojkottálta a játékokot, és így tettek 1984-ben is. Líbia még egyszer sem szerepelt a téli olimpiai játékokon.
Líbia egyetlen olimpikonja sem szerzett még érmet.
A Líbiai Olimpiai Bizottságot 1962-ben alapították, és a NOB 1963-ban vette fel tagjai közé.